# Choralbuch

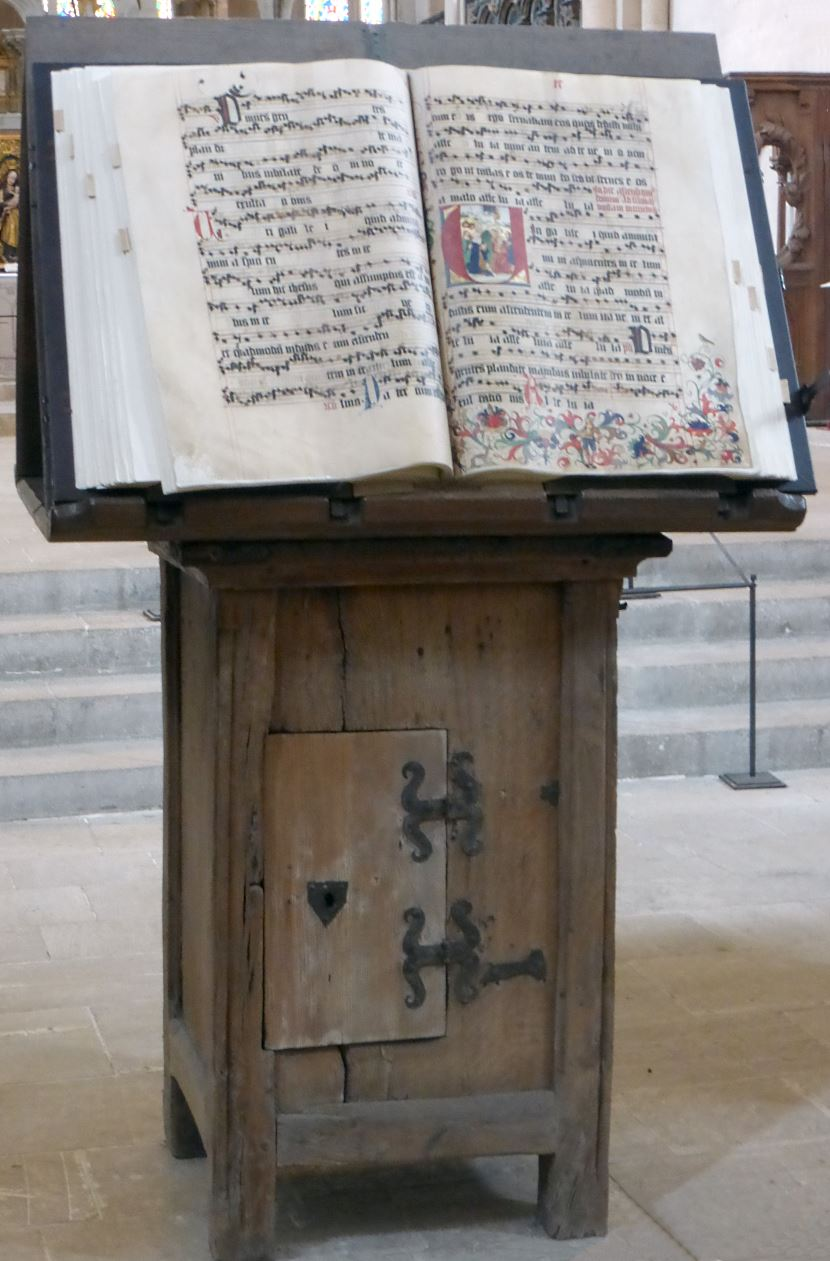
Lesepult mit Choralbuch im Naumburger Dom, aufgeschlagen Gesänge vom Fest Christi Himmelfahrt (Antiphon Viri Galilaei, quid aspicitis in caelum aus der Vesper und Introitus Viri Galilaei, quid admiramini aspicientes in caelum)

Ein Choralbuch enthält liturgische Gesänge des Kirchenjahres.

## Römisch-katholische Kirche
In der römisch-katholischen Kirche wird der Begriff Choralbuch ausschließlich auf liturgische Bücher mit Gesängen des Gregorianischen Chorals angewendet.

### Heutige Choralbücher
- Graduale Simplex, Solesmes (1967)
- Graduale Romanum, Solesmes (1973)
- Graduale Triplex, Solesmes (1979)

- Graduale Novum, Regensburg
  - Teil 1: Tomus I De dominicis et festis (2011)
  - Teil 2: Tomus II De feriis et sanctis (2018)

- Kyriale (1905)
- Kyriale simplex, Solesmes (1975)

- Antiphonale Romanum
  - Antiphonale Romanum I – In Dominicis et Festis, Ad Laudes cum Invitatoriis, Solesmes (2020)
  - Antiphonale Romanum II – Ad Vesperas in Dominicis et Festis, Solesmes (2009)

- Liber Hymnarius, Solesmes (1983)

### Ältere Choralbücher
- Liber Usualis, Solesmes (1896 u. ö.)
- Graduel neumé, Solesmes (1966)

- Antiphonale Romanum, (1620, 1892, 1940 u. a.)

### Bedeutende historische Choralbücher
- Codex Einsidlensis 121, Stiftsbibliothek Kloster Einsiedeln (zweite Hälfte des 10. Jahrhunderts)
- Codex Sangallensis 359, Stiftsbibliothek St. Gallen (922 bis 926)

Siehe auch Liste gregorianischer Handschriften.

### Übersetzungen
- Graduale Romanum: lateinisch-deutsche Textausgabe hrsg. von den Benediktinern der Abtei Gerleve, Billerbeck (1979), Beuron 2010
- Choralbuch für die Meßfeier. Deutsche Interlinearübersetzung der Gregorianischen Gesänge, Münsterschwarzach (1993/2007)

## Evangelische Kirche
In der evangelischen Kirche werden die Gemeindelieder im Gottesdienst als Choräle bezeichnet. Ein Choralbuch ist hier das Orgelbegleitbuch zum Evangelischen Gesangbuch (EG), das je nach Ausgabe einen Generalbass und die Melodie oder einen drei- und einen vierstimmigen Tonsatz mit Intonation enthält. Für die Posaunenchöre gibt es zu jeder Regionalausgabe des Evangelischen Gesangbuchs ein passendes Posaunenchoralbuch, welches Intonationen und Begleitsätze für Bläserchöre zu den Liedern des EG enthält.